# Tjeerd Hoek
Tjeerd Hoek (Haarlem, 1 juli 1968) was dertien jaar werkzaam bij Microsoft, laatstelijk als Design Director voor Microsoft Windows. Hij was daarmee verantwoordelijk voor de gebruikersinterface van Windows Vista. Vanaf mei 2007 is hij werkzaam bij frog design, een internationaal adviesbureau voor industriële vormgeving.
Tjeerd Hoek studeerde industrieel ontwerpen aan de Technische Universiteit Delft, waar hij in 1992 afstudeerde. In 1994 vertrok hij naar de Verenigde Staten en kwam bij Microsoft terecht. Daar heeft hij gewerkt aan de vormgeving van onder meer Microsoft Office, MSN, Windows XP en Windows Vista. Gedurende de wereldwijde promotiecampagne naar aanleiding van de introductie van Windows Vista verscheen hij in diverse media, op 30 januari 2007 onder andere in het Nederlandse televisieprogramma De Wereld Draait Door. In mei 2007 stapte hij over naar frog design. Sinds september 2009 is hij werkzaam voor het Europese kantoor van frog design in Amsterdam.